# فلافي رينوارد
فلافي رينوارد (من مواليد 10 سبتمبر 2000) هي عداءة فرنسية في سباق الموانع متخصصة في سباق 3000 متر موانع. هي الفائزة ببطولة فرنسا لألعاب القوى لعام 2021 والحاصلة على الميدالية الذهبية في بطولة البحر الأبيض المتوسط لألعاب القوى تحت 23 عامًا لعام 2022 وبطولة أوروبا تحت 23 عامًا لعام 2021. وقتها البالغ 9:19.07 في ألعاب الذكرى السنوية لعام 2023 أهلها للمشاركة في دورة الألعاب الأولمبية الصيفية 2024.